# Liechtenstein i olympiska sommarspelen 1976
Liechtenstein deltog med sex deltagare vid de olympiska sommarspelen 1976 i Montréal. Ingen av landets deltagare erövrade någon medalj.

## Friidrott
Herrarnas 800 meter
- Günther Hasler
  - Heat — 1:48,83 (→ gick inte vidare)

Damernas 800 meter
- Helen Ritter

Damernas 200 meter
- Maria Ritter

## Judo
- Paul Büchel
- Fritz Kaiser
- Hansjakob Schädler